# Luc De Schepper
Luc De Schepper (Merksem, 22 april 1957 – Hasselt, 19 december 2022) was een Belgisch natuurkundige en hoogleraar. Van 2004 tot 2020 was hij rector van de Universiteit Hasselt (tot 2005 het Limburgs Universitair Centrum).

## Levensloop
Luc De Schepper studeerde natuurkunde aan de Universiteit Antwerpen (1979) en doctoreerde aan het Limburgs Universitair Centrum (1983). Van 1997 tot 2003 was hij hoofd van het departement Wiskunde, Natuurkunde en Informatica, van 1999 tot 2004 was hij directeur van het Instituut voor Materiaalonderzoek (IMO), een onderzoeksinstituut van het LUC, en van 2003 tot 2004 was hij decaan van de faculteit Wetenschappen van het LUC.
In oktober 2004 volgde hij Harry Martens op als rector van het Limburgs Universitair Centrum, dat in 2005 tot de Universiteit Hasselt werd omgedoopt. Onder zijn rectoraat werden drie nieuwe faculteiten binnen de UHasselt opgericht. Van 2015 tot 2017 was hij tevens voorzitter van de Vlaamse Interuniversitaire Raad. In oktober 2020 werd hij als rector door Bernard Vanheusden opgevolgd.
De Schepper overleed in december 2022 op 65-jarige leeftijd.